# Халедон (Њу Џерзи)
Халедон (енгл. Haledon) град је у америчкој савезној држави Њу Џерзи.

## Демографија
По попису из 2010. године број становника је 8.318, што је 66 (0,8%) становника више него 2000. године.
| Група             | 2000.         | 2010.         |
| Белци             | 5.223 (63,3%) | 3.393 (40,8%) |
| Афроамериканци    | 585 (7,1%)    | 979 (11,8%)   |
| Азијати           | 377 (4,6%)    | 528 (6,3%)    |
| Хиспаноамериканци | 1.865 (22,6%) | 3.460 (41,6%) |
| Укупно            | 8.252         | 8.318         |